# Yoko Tsuno
Yoko Tsuno är en belgisk komisk äventyrsserie med science fiction-inslag skapad av Roger Leloup (teckning och manus) 1970. De första korta historierna (samlade i albumet Aventures électroniques/Elektroniska äventyr) skrevs dock delvis av Maurice Tillieux.
Seriens huvudperson är den unga japanska reportern och elektronikingenjören Yoko som tillsammans med sina vänner Vic Video och Paul Pitron löser mysterier och upplever äventyr, såväl på jorden som på främmande planeter. Yoko är smart, kompetent och mycket handlingskraftig.
Historiernas fokus ligger ofta på teknologi och science fiction och omfattar bland annat utforskning av underjorden, robotar, avancerade flygmaskiner, tidsresor och resor till främmande planeter med utomjordiska varelser. Flera av äventyren involverar vineanerna, en utomjordisk ras som flytt undan sin hemplanets undergång och som i de första albumen bosatt sig i underjorden. Så småningom återvänder de till sin ursprungliga hemplanet Vinea.
Trots att seriens skapare Roger Leloup fyllde 90 år 2023 tecknade och skrev han 2024 fortfarande nya äventyr, som ges ut på ett flertal språk.
I Sverige gavs tio album ut mellan 1979 och 1984 på Semic förlag. Med start 2015 har en ny utgivning påbörjats av Cobolt (förlag), där tre äventyr samlas tematiskt i inbundna volymer. Dessa samlingsvolymer innehåller även ca 30 sidor extramaterial i form av skisser och texter av Roger Leloup. För översättningen står Björn Wahlberg, som gjorde nyöversättningen av Tintin.

## Utgivning
| Originaltitel                  | Utgivningsår | Svensk utgivning                                                                | Svenskt samlingsalbum                                                       |
| ------------------------------ | ------------ | ------------------------------------------------------------------------------- | --------------------------------------------------------------------------- |
| 1. Le trio de l'étrange        | 1972         | Närkontakt i jordens inre Nummer 3 Semic (1981)                                 | Närkontakt i jordens inre Volym 1 - Från jorden till Vinea Cobolt (2015)    |
| 2. L'orgue du diable           | 1973         | Djävulens orgel Nummer 1 Semic (1979)                                           | Djävulens orgel Volym 6 - Äventyr i Tyskland Cobolt (2021)                  |
| 3. La forge de vulcain         | 1973         | Explosion i underjorden Nummer 4 Semic (1981)                                   | Vulcanus smältugn Volym 1 - Från jorden till Vinea Cobolt (2015)            |
| 4. Aventures électroniques     | 1974         |                                                                                 | Elektroniska äventyr Volym 4 - De gåtfulla robotarna Cobolt (2018)          |
| 5. Message pour l'éternité     | 1975         | Spökplanet Nummer 2 Semic (1980)                                                | Budskap för evigheten Volym 7 - Hoten mot Jorden Cobolt (2022)              |
| 6. Les 3 soleils de Vinéa      | 1976         | Tvillingsolarna Nummer 5 Semic (1982)                                           | Vineas tre solar Volym 1 - Från jorden till Vinea Cobolt (2015)             |
| 7. La frontière de la vie      | 1977         | Vid livets gräns, Nummer 6 Semic (1982) Livets gräns, Nummer 9 CC Pocket (1990) | Vid livets gräns Volym 6 - Äventyr i Tyskland Cobolt (2021)                 |
| 8. Les titans                  | 1978         | Jätteinsekterna Nummer 7 Semic (1983) (Örn-serien nr 7)                         | Titanerna Volym 3 - Vinea i fara Cobolt (2017)                              |
| 9. La fille du vent            | 1979         | Livsfarlig vind Nummer 8 Semic (1983) (Örn-serien nr 12)                        | Vindens dotter Volym 5 - Dunkla mysterier Cobolt (2020)                     |
| 10. La lumière d'Ixo           | 1980         | Ljuset från Ixo Nummer 9 Semic (1984) (Örn-serien nr 18)                        | Ljuset från Ixo Volym 3 - Vinea i fara Cobolt (2017)                        |
| 11. La spirale du temps        | 1981         | Tidsspiralen Nummer 10 Semic (1984) (Örn-serien nr 24)                          | Tidsspiralen Volym 8 - På jakt efter tiden Cobolt (2023)                    |
| 12. La proie et l'ombre        | 1982         |                                                                                 | Spöket och villebrådet Volym 5 - Dunkla mysterier Cobolt (2020)             |
| 13. Les archanges de Vinéa     | 1983         |                                                                                 | Ärkeänglarna från Vinea Volym 3 - Vinea i fara Cobolt (2017)                |
| 14. Le feu de Wotan            | 1984         |                                                                                 | Odens eld Volym 6 - Äventyr i Tyskland Cobolt (2021)                        |
| 15. Le canon de Kra            | 1985         |                                                                                 | Kanonen från Kra Volym 7 - Hoten mot Jorden Cobolt (2022)                   |
| 16. Le dragon de Hong-Kong     | 1986         |                                                                                 | Draken från Hongkong Volym 2 - I Mittens rike Cobolt (2016)                 |
| 17. Le matin du monde          | 1988         |                                                                                 | Världens morgon Volym 8 - På jakt efter tiden Cobolt (2023)                 |
| 18. Les exilés de Kifa         | 1991         |                                                                                 | De förvisade på Kifa Volym 4 - De gåtfulla robotarna Cobolt (2018)          |
| 19. L'or du Rhin               | 1993         |                                                                                 | Rhenguldet Volym 5 - Dunkla mysterier Cobolt (2020)                         |
| 20. L'astrologue de Bruges     | 1994         |                                                                                 | Astrologen från Brygge Volym 8 - På jakt efter tiden Cobolt (2023)          |
| 21. La porte des âmes          | 1996         |                                                                                 | Själarnas port Volym 4 - De gåtfulla robotarna Cobolt (2018)                |
| 22. La jonque céleste          | 1998         |                                                                                 | Den himmelska djonken Volym 2 - I Mittens rike Cobolt (2016)                |
| 23. La pagode des brumes       | 2001         |                                                                                 | Dimmornas pagod Volym 2 - I Mittens rike Cobolt (2016)                      |
| 24. Le Septième Code           | 2005         |                                                                                 | Den sjunde koden Volym 7 - Hoten mot Jorden Cobolt (2022)                   |
| 25. La Servante de Lucifer     | 2010         |                                                                                 | Lucifers tjänare Volym 9 - Hemligheter och förbannelser Cobolt (2024)       |
| 26. Le maléfice de l'améthyste | 2012         |                                                                                 | Ametistens förbannelse Volym 9 - Hemligheter och förbannelser Cobolt (2024) |
| 27. Le Secret de Khâny         | 2015         |                                                                                 | Khanys hemlighet Volym 9 - Hemligheter och förbannelser Cobolt (2024)       |
| 28. Le temple des immortels    | 2017         |                                                                                 | De odödligas tempel Volym 10 - Fruktans vingslag Cobolt (2025)              |
| 29. Anges et faucons           | 2019         |                                                                                 | Änglar och falkar Volym 10 - Fruktans vingslag Cobolt (2025)                |
| 30. Les Gémeaux de Saturne     | 2022         |                                                                                 | Tvillingarna från Saturnus Volym 10 - Fruktans vingslag Cobolt (2025)       |
| 31. L'aigle Des Highlands      | 2024         |                                                                                 |                                                                             |